# Niemierzewo
Niemierzewo – wieś sołecka w Polsce położona w województwie wielkopolskim, w powiecie międzychodzkim, w gminie Kwilcz.

## Historia
Miejscowość pierwotnie związana była z Wielkopolską. Ma metrykę średniowieczną i istnieje co najmniej od początku XV wieku. Wymieniona pierwszy raz w łacińskim dokumencie z 1400 „Nemirzewo”, 1404 „Nemerzewo”, 1412 „Nemyrzewo”, 1440 „Nyemyrzewo”, 1508 „Nyemyerzewo”.
Miejscowość była początkowo wsią szlachecką należącą do rodu Niemierzewskich vel Chełmskich, którzy od nazwy wsi przyjęli swoje odmiejscowe nazwisko, a także do Bielejewskich, Stoków, Przetoczyńskich, Kwileckich. W 1435 leżała w powiecie poznańskim Korony Królestwa Polskiego. W 1508 notowana w parafii Chrzypsko Wielkie.
Pierwszy zapis o wsi datowany jest na 1400 i pochodzi z dokumentu, który mówi o rozgraniczeniu majątków Mikołaja Bielejewskiego wraz z matką i braćmi oraz Niemierzy z Lubosza, którzy mieli dokonać go za pomocą ujazdu Niemierzewo oraz Lubosz. W 1404 Jakub lub Jakusz z Niemierzewa pozwany został przez Mikołaja z Bielejewa oraz jego brata Tomasza o podział dziedzin Rzyrzyn (obecnie Ryżyn), Oporowo koło Ostroroga oraz Bielejewa. W 1407 Jakub toczył spór sądowy o majątek po ojcu z Szymką z Pomorzan, która prawdopodobnie była jego siostrą.
W 1412 wdowa po Jakuszu Małgorzata Machna z Niemierzewa był w sporze z córką Dorotą. Machna miała prawo do oprawy wdowiej na połowie Niemierzewa, a w tym do połowy zboża na roli oraz w stogach oraz do połowy macior, wieprzy i bydła. Sąd zdecydował, że jeżeli do końca roku Machna otrzyma 70 grzywien, będzie musiała ustąpić z Niemierzewa.
W 1435 Piotr Stok z Niemierzewa kupił połowę wsi od Jana z Ryżyna za 200 grzywien. W latach 1438–1440 pozwany został przez Dziersława z Nowej Wsi oraz jego żonę Katarzynę, która miała prawo bliższości do połowy wsi. W 1440 sąd przysądził jej połowę wsi pod warunkiem, że zapłaci ona Stokowi 200 grzywien, ale ostatecznie Niemierzyn przysądzono Stokowi, ponieważ Dziersław i Katarzyna nie spłacili mu całej sumy. W 1463 Stanisław Niemierzewski zapisał na Niemierzewie po 100 kóp groszy posagu oraz wiana swojej żonie Barbarze. W 1466 nabył on także z zastrzeżeniem prawa odkupu 7,5 łana w Lutomiu za 100 kóp groszy od Marcina, Mikołaja i Jakuba z Lutomia.
W 1474 syn Stanisława Wojciech Niemierzewski wysłał na wyprawę wojenną sługę ze swej części Niemierzewa z czynszu 9 grzywien należnych mu ze wsi. W 1479 sprzedał on Niemierzewo z zastrzeżeniem prawa odkupu za 150 grzywien Janowi Przetoczyńskiemu. W 1486 zapisał żonie po 150 grzywien posagu i wiana na Buszewku oraz na połowie Niemierzewa. W 1506 Wojciech Niemierzewski zapisał żonie Barbarze po 60 grzywien posagu oraz wiana na połowie Niemierzewa oraz na sprzętach domowych w Buszewie. W początku XVI wieku po Wojciechu wieś dziedziczą córki Małgorzata i Dorota oraz synowie Stanisław, Wojciech i Jan Niemierzewscy. W 1510 Stanisław Niemierzewski wraz z bratem Wojciechem sprzedali z zastrzeżeniem prawa odkupu połowę Niemierzewa z młynem wodnym Marcinowi Kwileckiemu za 300 grzywien. W 1511 odnotowano imiennie zbiegłego kmiecia niemierzewskiego Mikołaja Grunkowicza. W 1514 Jan Niemierzewski pozwał Stanisława Niemierzewskiego o to, że go wypędził z jego części w Niemierzewie oraz w Buszewku. Tego samego roku Stanisław wraz z bratem Wojciechem zobowiązali się uwolnić od roszczeń innych osób Hieronimowi i Marcinowi Kwileckim połowę wsi, którą wcześniej sprzedalitę cz. ich ojcu Marcinowi Kwileckiemu. W 1521 Stanisław Niemierzewski kupił za 300 grzywien od brata Jana części w Niemierzewie i w Buszewku, które miały mu przypaść w działach braterskich.
Majątek po Stanisławie Niemierzewskim w pierwszej połowie XVI wieku odziedziczyli jego synowie Stanisław, Jan, Wojciech, Jerzy oraz Malcher Niemierzewski vel Chełmski. W 1567 ten ostatni zawarł ugodę Zofiią Przetocką wdową po bracie Wojciechu Niemierzewskim. Zofia otrzymała połowę tych części w Niemierzewie, które posiadała kiedyś stara pani Helena Chełmska i która te części wydzierżawiła Malcherowi na 7 lat. Malcher w zamian miał co roku dawać jej dwie ćwiertnie grochu oraz trzy ćwiertnie pszenicy według „miary lwowskiej” stosowanej we Lwówku. Zofia miała także prawo wyrębu drewna na opał oraz do budowy w Niemierzewie, a ze wspólnych lasów w Chełmnie Malcherowi nie wolno rocznie sprzedać więcej drewna niż za kwotę 20 grzywien.
Miejscowość odnotowano również w historycznych rejestrach poborowych. W latach 1469, 1478, 1499 Niemierzewo odnotowano jako wieś zalegająca z podatkami. 1508 wieś zapłaciła wiardunki królewskie z 12 półłanków oraz karczmy. W 1564 odnotowano we wsi 9 łanów. W 1577 płatnikiem poboru podatkowego był Andrzej Jadamczewski. W 1580 zapłacił on pobór z Niemierzewa od 10 półłanków, 5 zagrodników, połowy łana opuszczonego oraz od krawca.
Wieś szlachecka Czeradz noua położona była w 1580 roku w powiecie poznańskim województwa poznańskiego w Rzeczypospolitej Obojga Narodów.
W wyniku II rozbioru Rzeczypospolitej w 1793, miejscowość przeszła w posiadanie Prus i jak cała Wielkopolska znalazła się w zaborze pruskim. W okresie Wielkiego Księstwa Poznańskiego (1815–1848) miejscowość wzmiankowana jako Niemierzowo należała do wsi większych w ówczesnym pruskim powiecie Międzyrzecz w rejencji poznańskiej. Niemierzowo należało do okręgu kwileckiego tego powiatu i stanowiło odrębny majątek, którego właścicielem był wówczas Daniel Barth. Według spisu urzędowego z 1837 roku wieś liczyła 161 mieszkańców, którzy zamieszkiwali 18 dymów (domostwa). W skład majątku Niemierzowo wchodził wówczas także folwark Bogusławowo (1 dom, 25 mieszk.).
W latach 1975–1998 miejscowość administracyjnie należała do województwa poznańskiego.